# Línea 486 (Interurbanos Madrid)
La línea 486 de la red de autobuses interurbanos de Madrid une el área intermodal de Oporto (Madrid) con Leganés.

## Características
La línea presta servicio a los barrios de La Fortuna, Solagua, Poza del Agua, San Nicasio, Centro, Escritores y Valdepelayo.
La línea no mantiene los mismos horarios todo el año, desde el 1 de julio al 31 de agosto se reducen el número de expediciones, además de los días excepcionales vísperas de festivo y festivos de Navidad en los que los horarios también cambian y se reducen.
Es operada por la empresa Martín mediante la concesión administrativa VCM-404 - Madrid – Leganés – Fuenlabrada (Viajeros Comunidad de Madrid) del Consorcio Regional de Transportes de Madrid.

## Horarios
| Lunes a viernes laborables (Vigente de 1 de septiembre a 30 de junio) |
| A 6:00 - 6:15                                                         |
| De 6:30 a 22:30 cada 10-20 minutos                                    |
| A 23:00 - 23:40 - 0:00                                                |
| Lunes a viernes laborables (Vigente de 1 de julio a 31 de agosto)     |
| A 6:00                                                                |
| De 6:30 a 23:00 cada 20-30 minutos                                    |
| A 0:00                                                                |
| Sábados laborables (Vigente de 1 de septiembre a 30 de junio)         |
| A 6:00 - 6:40                                                         |
| De 7:20 a 23:00 cada 20-30 minutos                                    |
| A 0:00                                                                |
| Sábados laborables (Vigente de 1 de julio a 31 de agosto)             |
| De 6:00 a 14:30 cada 30 minutos                                       |
| De 14:30 a 22:00 cada 25-32 minutos                                   |
| A 22:00 - 23:00 - 0:00                                                |
| Domingos y festivos (Vigente de 1 de septiembre a 30 de junio)        |
| De 8:10 a 23:00 cada 30-40 minutos                                    |
| A 0:00                                                                |
| Domingos y festivos (Vigente de 1 de julio a 31 de agosto)            |
| De 8:00 a 20:30 cada 40 minutos                                       |
| De 20:30 a 23:30 cada 30 minutos                                      |
| A 0:00                                                                |

| Lunes a viernes laborables (Vigente de 1 de septiembre a 30 de junio) |
| De 5:30 a 21:30 cada 10-20 minutos                                    |
| A 22:00 - 22:40 - 23:00 - 23:10 - 23:30                               |
| Lunes a viernes laborables (Vigente de 1 de julio a 31 de agosto)     |
| De 5:30 a 23:00 cada 26-30 minutos                                    |
| A 23:30                                                               |
| Sábados laborables (Vigente de 1 de septiembre a 30 de junio)         |
| De 6:00 a 21:25 cada 20-30 minutos                                    |
| A 22:00 - 22:45 - 23:30                                               |
| Sábados laborables (Vigente de 1 de julio a 31 de agosto)             |
| De 6:00 a 15:30 cada 30 minutos                                       |
| De 16:05 a 22:00 cada 35-40 minutos                                   |
| A 23:00 - 23:30                                                       |
| Domingos y festivos (Vigente de 1 de septiembre a 30 de junio)        |
| De 7:00 a 23:00 cada 30-40 minutos                                    |
| A 23:30                                                               |
| Domingos y festivos (Vigente de 1 de julio a 31 de agosto)            |
| De 7:00 a 23:00 cada 30-40 minutos                                    |
| A 23:30                                                               |

1. 1 2 3 4 5 6 7 8 9 10  Desde el Barrio de la Fortuna hasta Valdepelayo.
2. 1 2 3 4 5 6 7  Hasta el Barrio de la Fortuna

## Recorrido y paradas
El itinerario comienza en la Estación de Oporto, y sigue por las calles Oca, Guabairo, Nuestra Señora de Fatima, Eugenia de Montijo y Joaquín Turina, en Madrid. 
Para llegar hasta Leganés, utiliza la carretera M-411, y recorre el Barrio de La Fortuna, discurriendo en este barrio por las calles Fatima, San Juan, Coímbra, Carmen, San Pedro, San Luis y Álava. 
Sale de la Fortuna por la Avenida de América Latina (antigua M-411) y gira a la derecha para entrar en Solagua y Poza del Agua, discurriendo por las Avenidas Anita Martinez, Juan XXIII y Vicente Ferrer. 
Llega al Campo de Tiro, recorriendo en su totalidad la calle Palmera y vuelve a entrar en la avenida de América Latina para llegar al barrio de San Nicasio. Discurre en este barrio por las calles Río Duero y Río Manzanares. 
Sale de él por la calle Sabatini y llega al Centro, donde se ubica la estación de Leganés Central. Discurre en este tramo por la Avenida de la Universidad, calle de Santa Rosa, Santa Teresa y Pizarro.
Al llegar a la avenida de Fuenlabrada, la discurre hasta el final para llegar al barrio de Escritores y al hospital Severo Ochoa. Tras terminarla, recorre la Avenida de Orellana y la calle Estaño, y llega a Valdepelayo.
Discurre por las calles Federica Montesny, Manuel Azaña y la avenida de Conde de Barcelona, donde establece su terminal en la intersección con la calle Tomás Meabe.

### Sentido Leganés
| Código                                                | Parada                                     | Común con                 | Conexiones con Metro y Cercanías | Municipio | Zona |
| ----------------------------------------------------- | ------------------------------------------ | ------------------------- | -------------------------------- | --------- | ---- |
| 5600                                                  | Gta. Valle del Oro - Gral. Ricardos        | 55 481                    | Oporto                           | Madrid    |      |
| 12697                                                 | Oca - Matilde Hernández                    | 481                       |                                  | Madrid    |      |
| 3715                                                  | Vista Alegre                               | 481                       | Vista Alegre                     | Madrid    |      |
| 7562                                                  | Guabairo - Carabanchel                     | 481                       | Carabanchel                      | Madrid    |      |
| 7603                                                  | Guabairo - Centro Comercial                | 481                       |                                  | Madrid    |      |
| 1152                                                  | Polideportivo La Mina                      | 35 481                    |                                  | Madrid    |      |
| 1156                                                  | Eugenia de Montijo - Fátima                | 35 481                    |                                  | Madrid    |      |
| 379                                                   | Plaza del Parterre                         | 35 47 481 482 491 492 493 |                                  | Madrid    |      |
| 355                                                   | Polvoranca                                 | 34                        |                                  | Madrid    |      |
| 357                                                   | Joaquín Turina - Las Cruces                | 34                        |                                  | Madrid    |      |
| 3817                                                  | Joaquín Turina - Parque de las Cruces      | 34                        |                                  | Madrid    |      |
| 627                                                   | La Fortuna - Joaquín Turina                | 155 483 487               |                                  | Madrid    |      |
| 07586                                                 | Ctra. Barrio de La Fortuna - Xilófono      | 483 487                   |                                  | Madrid    |      |
| 07589                                                 | Ctra. Barrio de La Fortuna - Instituto     | 483 487                   |                                  | Madrid    |      |
| Las expediciones con origen La Fortuna comienzan AQUÍ |                                            |                           |                                  |           |      |
| 08029                                                 | Fátima - San Bernardo                      | 483 487 1                 |                                  | Leganés   |      |
| 15143                                                 | Fátima - Av. Libertad                      | 483 487 1                 |                                  | Leganés   |      |
| 15144                                                 | San Juan - Polideportivo                   | 483 487 1                 |                                  | Leganés   |      |
| 16607                                                 | Coimbra - Jesús                            | 483 487 1                 |                                  | Leganés   |      |
| 15145                                                 | Pza. San Antonio de la Florida - San Amado | 483 487 1                 |                                  | Leganés   |      |
| 15146                                                 | Carmen - Pza. Carmen                       | 487 1                     |                                  | Leganés   |      |
| 16602                                                 | San Pedro - Oporto                         | 483 487 1                 | La Fortuna                       | Leganés   |      |
| 15147                                                 | San Luis - Jardines García Lorca           | 483 487 1                 |                                  | Leganés   |      |
| 15530                                                 | Álava - Vizcaya                            | 483                       |                                  | Leganés   |      |
| 17803                                                 | Av América Latina - Anita Martínez         | 483 487 1                 |                                  | Leganés   |      |
| 17805                                                 | Anita Martínez - Budapest                  | 487                       |                                  | Leganés   |      |
| 17807                                                 | Anita Martínez - Atenas                    | 487                       |                                  | Leganés   |      |
| 18301                                                 | Av. Juan XXIII - República Dominicana      | 487                       |                                  | Leganés   |      |
| 18303                                                 | Av. Juan XXIII - Bolivia                   | 487                       |                                  | Leganés   |      |
| 20192                                                 | Av. Vicente Ferrer - Neptuno               |                           |                                  | Leganés   |      |
| 20190                                                 | Av. Vicente Ferrer - Marte                 |                           |                                  | Leganés   |      |
| 12572                                                 | Palmera - Violeta Parra                    | 487                       | San Nicasio                      | Leganés   |      |
| 12573                                                 | Palmera - Centro Comercial                 |                           |                                  | Leganés   |      |
| 09507                                                 | Av. América Latina - Escuela Politécnica   |                           |                                  | Leganés   |      |
| 07912                                                 | Río Duero - Río Manzanares                 | 450 482 488               |                                  | Leganés   |      |
| 07886                                                 | Río Duero - Río Urbión                     | 482 488                   |                                  | Leganés   |      |
| 07911                                                 | Río Manzanares - Río Duero                 | 482 488                   |                                  | Leganés   |      |
| 07909                                                 | Río Duero - Pza. Río Heredia               | 450 482 488               |                                  | Leganés   |      |
| 07907                                                 | Av. Universidad - Santa Rosa               | 432 480 485               |                                  | Leganés   |      |
| 07871                                                 | Santa Rosa - Charco                        | 480 485                   |                                  | Leganés   |      |
| 07879                                                 | Santa Teresa - Estación                    | 432 485                   | Leganés Central                  | Leganés   |      |
| 07875                                                 | Pizarro - Parque San Cristóbal             | 484 485                   |                                  | Leganés   |      |
| 07867                                                 | Av. Fuenlabrada - Juan Sebastián Elcano    | 485 491 492 493 497       |                                  | Leganés   |      |
| 07865                                                 | Av. Orellana - Hospital Severo Ochoa       | 485                       | Hospital Severo Ochoa            | Leganés   |      |
| 07869                                                 | Av. Orellana - Pza. de la Inmaculada       | 485                       |                                  | Leganés   |      |
| 08212                                                 | C.º Polvoranca - Federica Montseny         | 482                       |                                  | Leganés   |      |
| 09524                                                 | Federica Montseny - Clara Campoamor        | 482                       |                                  | Leganés   |      |
| 07881                                                 | Federica Montseny - Sagasta                | 482                       |                                  | Leganés   |      |
| 09066                                                 | Av. Conde de Barcelona - Tomás Meabe       |                           |                                  | Leganés   |      |

### Sentido Madrid
| Código                                                              | Parada                                     | Común con                        | Conexiones con Metro y Cercanías | Municipio | Zona |
| ------------------------------------------------------------------- | ------------------------------------------ | -------------------------------- | -------------------------------- | --------- | ---- |
| 09066                                                               | Av. Conde de Barcelona - Tomás Meabe       |                                  |                                  | Leganés   |      |
| 07882                                                               | Federica Montseny - Manuel Bartolomé       | 482                              |                                  | Leganés   |      |
| 09525                                                               | Federica Montseny - Diego Mtnez. Barrio    | 482                              |                                  | Leganés   |      |
| 08213                                                               | C.º Polvoranca - Estaño                    | 482                              |                                  | Leganés   |      |
| 07870                                                               | Av. Orellana - Pza. de la Inmaculada       | 485                              |                                  | Leganés   |      |
| 07866                                                               | Av. Orellana - Hospital Severo Ochoa       | 485                              | Hospital Severo Ochoa            | Leganés   |      |
| 07868                                                               | Av. Fuenlabrada - Saavedro Fajardo         | 485 491 492 493 497              |                                  | Leganés   |      |
| 07874                                                               | Pizarro - Parque San Cristóbal             | 484 485                          |                                  | Leganés   |      |
| 07878                                                               | Santa Teresa - Estación                    | 432 480 484 485                  | Leganés Central                  | Leganés   |      |
| 07908                                                               | Av. Universidad - Santa Rosa               | 432 480 485                      |                                  | Leganés   |      |
| 10575                                                               | Río Duero - Colegio                        | 450 482 488                      |                                  | Leganés   |      |
| 07912                                                               | Río Duero - Río Manzanares                 | 450 482 488                      |                                  | Leganés   |      |
| 07887                                                               | Río Guadalquivir - Río Tajo                | 482 488                          |                                  | Leganés   |      |
| 07911                                                               | Río Manzanares - Río Duero                 | 482 488                          |                                  | Leganés   |      |
| 07913                                                               | Ctra. M411 - Av. Mediterráneo              |                                  |                                  | Leganés   |      |
| 12574                                                               | Palmera - Centro Comercial                 |                                  |                                  | Leganés   |      |
| 12575                                                               | Palmera - Violeta Parra                    |                                  | San Nicasio                      | Leganés   |      |
| 20189                                                               | Av. Vicente Ferrer - Marte                 |                                  |                                  | Leganés   |      |
| 20191                                                               | Av. Vicente Ferrer - Neptuno               |                                  |                                  | Leganés   |      |
| 18304                                                               | Av. Juan XXIII - Canadá                    | 487                              |                                  | Leganés   |      |
| 18302                                                               | Av. Juan XXIII - Haití                     | 487                              |                                  | Leganés   |      |
| 17808                                                               | Anita Martínez - Praga                     | 487                              |                                  | Leganés   |      |
| 17806                                                               | Anita Martínez - Ámsterdam                 | 487                              |                                  | Leganés   |      |
| 17804                                                               | Av América Latina - Brasil                 | 483 487 1                        |                                  | Leganés   |      |
| 15530                                                               | Álava - Vizcaya                            | 483                              |                                  | Leganés   |      |
| 08032                                                               | Av. Libertad - San Luis                    | 487 1                            |                                  | Leganés   |      |
| 08033                                                               | San José - Est. La Fortuna                 | 487 1                            | La Fortuna                       | Leganés   |      |
| 16610                                                               | Santo Domingo - San José                   | 483 487 1                        |                                  | Leganés   |      |
| 08035                                                               | San Bernardo - Santa Catalina              | 483 487                          |                                  | Leganés   |      |
| Las expediciones con destino Madrid realizan las siguientes paradas |                                            |                                  |                                  |           |      |
| 07588                                                               | Ctra. Barrio de La Fortuna - Asilo         | 483 487                          |                                  | Madrid    |      |
| 07587                                                               | Ctra. Barrio de La Fortuna - Av. La Peseta | 483 487                          |                                  | Madrid    |      |
| 4265                                                                | La Fortuna - Joaquín Turina                | 155 483 487                      |                                  | Madrid    |      |
| 3818                                                                | Joaquin Turina - Parque de las Cruces      | 34                               |                                  | Madrid    |      |
| 358                                                                 | Joaquin Turina - Las Cruces                | 34                               |                                  | Madrid    |      |
| 356                                                                 | Polvoranca                                 | 34 139                           |                                  | Madrid    |      |
| 378                                                                 | Plaza del Parterre                         | 34 35 47 139 481 482 491 492 493 |                                  | Madrid    |      |
| 1157                                                                | Eugenia de Montijo - Fátima                | 35 481                           |                                  | Madrid    |      |
| 1153                                                                | Polideportivo La Mina                      | 35 481                           |                                  | Madrid    |      |
| 589                                                                 | Guabairo                                   | 17 35 481                        |                                  | Madrid    |      |
| 7605                                                                | Oca - Est. Carabanchel                     | 481                              | Carabanchel                      | Madrid    |      |
| 3716                                                                | Vista Alegre                               | 481                              | Vista Alegre                     | Madrid    |      |
| 2548                                                                | Oca-Matilde Hernández                      | 55 481                           |                                  | Madrid    |      |
| 5600                                                                | Gta. Valle del Oro - Gral. Ricardos        | 55 481                           | Oporto                           | Madrid    |      |